# Eparchie Saint Thomas the Apostle of Chicago
Das Eparchie Saint Thomas the Apostle of Chicago (lateinisch Eparchia Sancti Thomae Apostoli Chicagiensis Syrorum-Malabarensium) ist eine Eparchie der mit der römisch-katholischen Kirche unierten syro-malabarischen Kirche mit Sitz in Cicero in den Vereinigten Staaten.

## Geschichte
Papst Johannes Paul II. gründete mit der Apostolischen Konstitution Congregatio am 13. März 2001 die erste Eparchie der syro-malabarischen katholischen Kirche außerhalb Indiens.
Mehrere Gemeinden der Knananiten sind in der Diözese organisiert.

## Weblinks

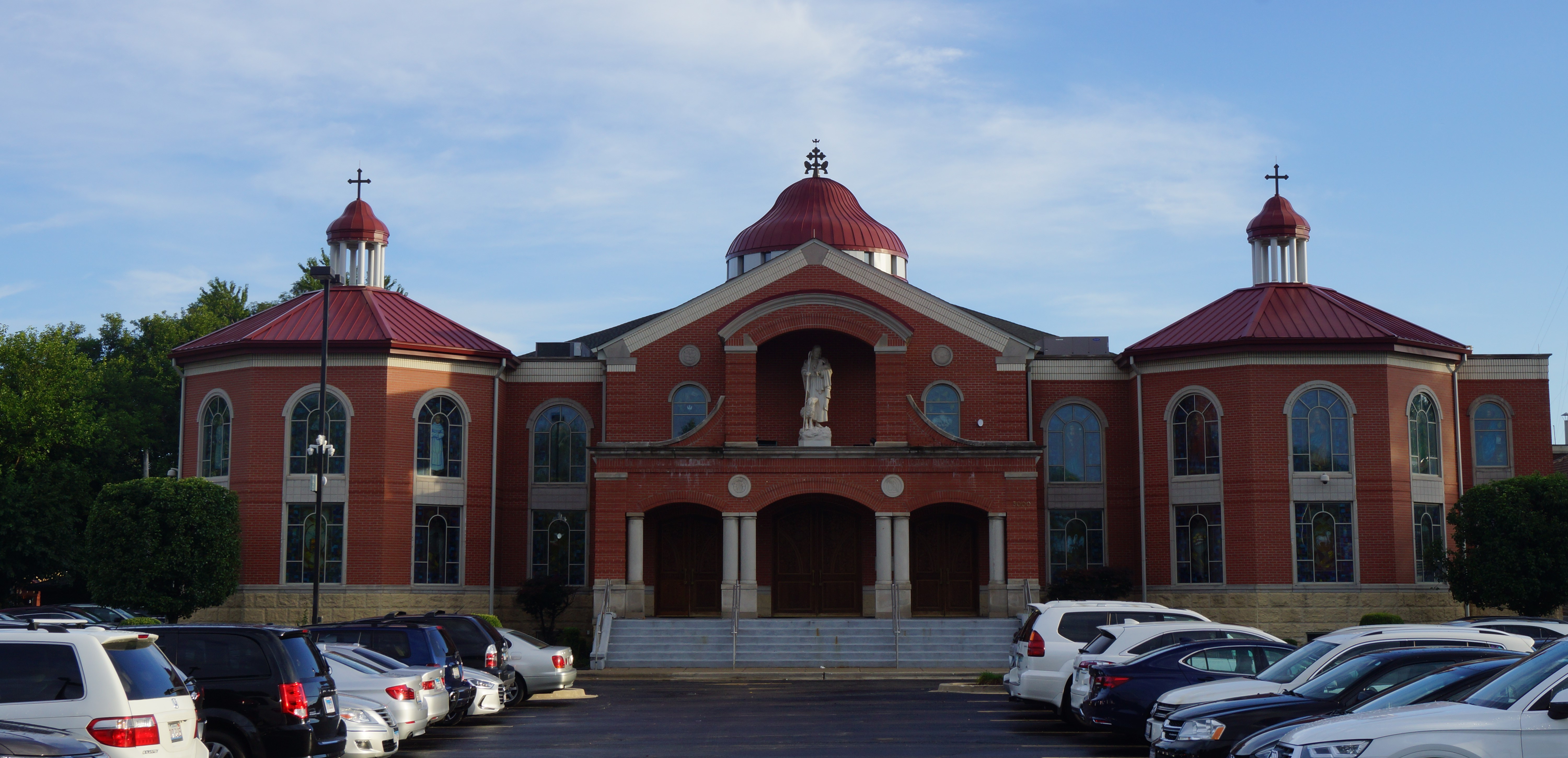
Kathedrale Mar Thoma Sleeha in Belwood, Illinois

## Bischöfe
- Jacob Angadiath, 2001–2022
- Joy Alappat, seit 2022